# Peter Gordon
Peter Dawson Gordon (16 de agosto de 1882 — Vancouver, 26 de junho de 1975) foi um velejador canadense, medalhista olímpico. Ele competiu nos Jogos Olímpicos de Verão de 1932 na classe 8 Metre e conquistou a medalha de prata na disputa realizada a bordo do Santa Maria com Ronald Maitland, Ernest Cribb, George Gyles, Harry Jones e Hubert Wallace.
Gordon começou como atirador de tiro antes de ingressar no Royal Vancouver Yacht Club. Ele dirigia a PD Gordon Hardware, uma loja de utilidades domésticas.